# كاران جوهر
كاران جوهر هو ممثل ومؤلف ومخرج ومنتج ومقدم برامج هندي. ولد في 25 مايو 1972 في مومباي. قدم العديد من الأفلام واقترنت أفلامه التي أخرجها بالممثل الهندي المشهور شاروخان مثل أحيانا السعادة وأحيانا الحزن (فيلم هندي) مع أميتاب بتشان وهريثيك روشان وكاجول وmy name is khan مع شاروخان وكاجول. من أفلامه هو اسمي خان الذي عُرض في 2010.

## حياته المبكرة
ولد كاران جوهر في مومباي بالهند؛ وهو ابن المخرج البوليودى ياش جوهر مؤسس شركة إنتاج دارما للإنتاج الذي توفى بعد 6 أشهر تقريبا من اصابته بمرض السرطان.
تأثر أثناء طفولته بالسينما الهندية مماجعله يقتدى ب «ياش شوبرا» و «راج كابور» ومن المعروف تمتع كاران جوهر بعلاقه وطيدة مع النجم الهندي شاروخان وزوجته غوري خان والفنانه كاجول·

## حياته المهنية
تنوعت حياة كاران جوهر واختلفت شخصيته بأختلاف طبيعه عمله من تمثيل واخراج وتأليف وغيرهم، ولكن يبدو انه وجد راحه أكبر في التاليف والاخراج عنه في التمثيل فقد بدأ حياته الفنية ممثلا في الفيلم الرومانسى الأكثر مشاهدة في تاريخ الهند والذي استمر لمدة 23 سنة إلى الآن«ديلوالي دولهان لي جانغيه» بطولة شاروخان وكاجول وغيرهم.. من إخراج اديتيا شوبرا وقد ساهم في كتابت قصته، ثم اتجه لتأليف الافلام واخراجها، وقد عمل أيضا فيز مجال تقديم البرامج وقد قدم برنامجه (كوفي وذ كاران) وذاع صيته لخمسة مواسم متتاليه حتى الآن، كما قام الفنان بتصميم الازياء وهو من يعتمد عليه الفنان شاروخان باختيار ملابسه في افلامه.

### التمثيل
وبدأ «كاران جوهر» حياته الفنية ممثلاً في فيلم «ديلوالي دولهان لي جانغيه» من إخراج اديتيا شوبرا أمام شاروخان وكاجول

### الأخراج
كان لا يؤمن بقدرته على إخراج الافلام كوالده ياش كابور، ولكن ادى تشجيع الممثل وصديقه (شاه رو خان) له وتعهده له بان يقوم بدور في أول فيلم يقوم باخراجه، إلى ولاده مخرج كبير بفيلم عام 1418هجري 1998 Kuch Hota Hai (كوتش كوتش هوتا هي) ويعني «شئ ما يحدث» وشاركه البطولة كاجول ديفجان وابنة عمها راني موخرجي وغيرهم..وقد حقق نجاحا جماهيريا واسعا، ثم توالت أعماله الاخراجيه بالفيلم الخالد Kabhi Khushi Kabhie Gham (كبهي قوتشي كبهي غم) «احيانا سعادة واحيانا هم» عام 1421هجري2001م وقام بادوار البطولة اميتاب باتشان وشاروخان وهيرثيك روشان ومن الفنانات كاجول وكارينا كابور ورانى موخرجي وغيرهم.. ثم توج كاران جوهر نجاحاته عام 2006 أي 1427 هجري بالفيلم الذي تم ترشيحه للعديد من الجوائز Kabhi Alvida Naa Kehna بطولة اميتاب وشاروخان وراني وابيشيك باتشان وبريتى وغيرهم.. ثم اراد إخراج فيلما مختلفاَ مميزاَ في عام2010 وهو My Name Is Khan «اسمي هو خان» الذي كان إنتاجا مشتركا بينه وبين شاروخان الذي قام باداء دور البطولة بصحبة كاجول اوغيرهملذي يحاكي العنصرية تجاة المسلمين واستوحوا القصة من حادث لشاروخان عندما منع من الدخول لأمريكا بسبب اسمه أيضا عانوا كثيرا لاصداره بسبب منعه وقد اثار هذا الفيلم ضجه عالميه كبيره و، وفي عام 2012 قام باخراج فيلم Student Of The Year «طالب السنة» وقام باداء ادوار البطولة مجموعه من الفنانين الشباب فارون دهوان وعليا بهات وسيدهارت وغيرهم قد كان هو المنتج له وكاتبه أيضا، كما شارك عام 2013 باخراج قصه من القصص الاربعه من فيلم Bombay Talkies كنوع جديد للافلام. والجدير بالذكر ان جميع الافلام التي قام المخرج كاران جوهر باخراجها من تأليفه، والان يعد واحد من أهم المخرجين على الإطلاق واكثرهم جماهيريه.

### الأنتاج
قام  بعمل عدة لقاءات مع نجوم  عبر برنامجه التلفازى 
قام بإنتاج افلام عديده منها Kaal وKabhi Alvida Naa Kehna وDostana و Kurbaan وWake Up Sid وMy Name Is Khan و I Hate Luv Storys و We Are Family وAgneepath وEk Main Aur Ekk Tu وStudent Of The Year وغيرها.

### التلفاز
قام بتقديم وهو القهوة مع كاران koffe with karan.
حاكم في مسابقة الرقص للنجوم جالاك دكلاجا الموسم 8و 9 jhalak dikhla jaa.

## أعماله
قد قام بتأليف العديد من الافلام مثل
اسمي خان و
student of the year. وغيرها الكثير من الافلام.

## وصلات خارجية
- كاران جوهر على موقع IMDb (الإنجليزية)
- كاران جوهر على موقع روتن توميتوز (الإنجليزية)
- كاران جوهر على موقع ألو سيني (الفرنسية)
- كاران جوهر على موقع تيرنر كلاسيك موفيز (الإنجليزية)
- كاران جوهر على موقع أول موفي (الإنجليزية)
- كاران جوهر على موقع قاعدة بيانات الأفلام السويدية (السويدية)
- كاران جوهر على موقع قاعدة بيانات الفيلم (الإنجليزية)
- كاران جوهر على موقع كينوبويسك (الروسية)